# Emiliano Zapata (Tenabo)
Emiliano Zapata es una comisaría municipal del Estado de Campeche en el municipio de Tenabo, dedicado a la actividad agrícola principalmente al Tomate.